# シン・スンホ
シン・スンホ（朝: 신승호、1995年11月11日 - ）は、韓国の俳優・モデル。キングコング by STARSHIP所属。

## 来歴
2016年、SBS「スーパーモデル選抜大会」でモデルとしてデビュー。2018年6月にはモデル活動だけでなく俳優として、ウェブドラマ「A-TEEN」に出演。 

## 出演

### テレビドラマ
- 十八の瞬間（2019年、JTBC）- マ・フィヨン役[2]
- 契約友情（2020年、KBS2）- ホ・ドニョク役[3]
- 人生最高の贈り物 〜ようこそ、サムグァンハウスへ〜（2020年-2021年、KBS2）- ナム・シウ役（カメオ出演）
- 還魂（2022年、tvN）- コ・ウォン役

### ウェブドラマ
- A-TEEN（2018年、PLAYLIST）- ナム・シウ役[4]
- A-TEEN 2（2019年、PLAYLIST）- ナム・シウ役
- 恋するアプリ Love Alarm（2019年、Netflix）- チャン・イルシク役
- 恋するアプリ Love Alarm シーズン2（2021年、Netflix）- チャン・イルシク役
- D.P. -脱走兵追跡官-（2021年、Netflix）- ファン・ジャンス役
- 弱いヒーロー（2023年、Wavve）- チョン・ソクテ役

### 映画
- ダブルパティ（2021年）- カン・ウラム役[5]

### ミュージックビデオ
- ファン・インウク「한잔이면 지워질까（Would it be enough?）」（2020年）